# オーピ
オーピ（イタリア語: Opi）は、イタリア共和国アブルッツォ州ラクイラ県にある、人口約400人の基礎自治体（コムーネ）。

## 地理

### 位置・広がり

#### 隣接コムーネ
隣接するコムーネは以下の通り。括弧内のFRはフロジノーネ県（ラツィオ州）所属を示す。
- チヴィテッラ・アルフェデーナ
- ペスカッセーロリ
- サン・ドナート・ヴァル・ディ・コミーノ (FR)
- スカンノ
- セッテフラーティ (FR)

## 文化・観光
「イタリアの最も美しい村」クラブ加盟コムーネである。